# Освіта ацтеків

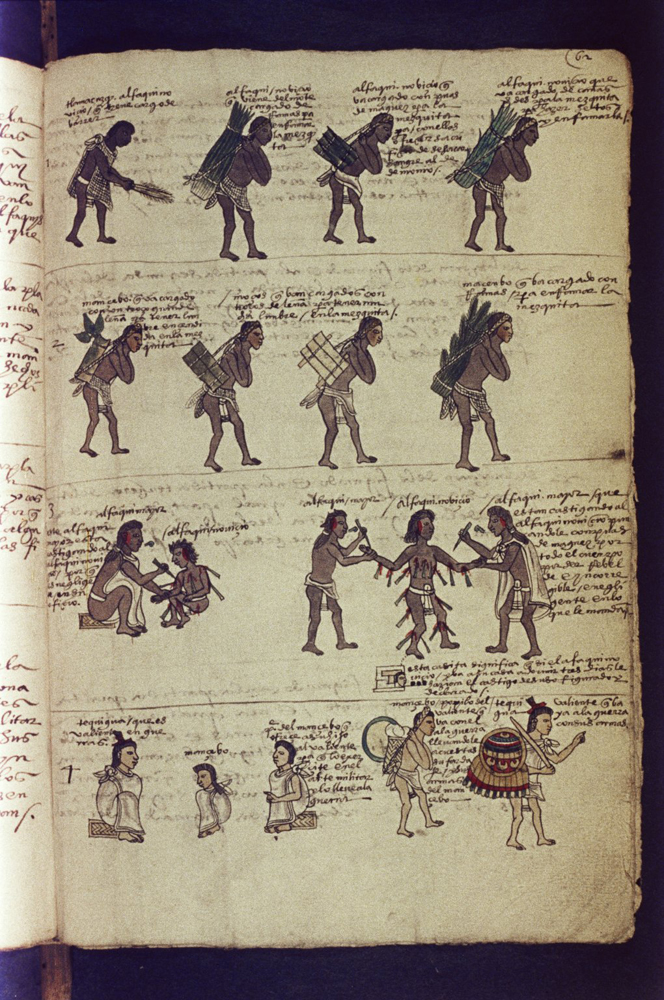
Навчання у кальмекакі. Кодекс Мендоса

Освіта ацтеків — системи навчання і виховання синів та доньок вильних мешканців держави ацтеків Потрійного союзу. Школи мали релігійне й цивільне спрямування, закінчення яких забезпечувало гарну кар'єру.

## Система

### Початкова освіта
У перші роки батьківське виховання обмежувалося добрими порадами і виконанням невеликої роботи по дому. Існував усний переказ (збірка мудрих настанов), званий уеуетлатоллі (ацт. huehuetlatolli) («вислови старих»), де були описані морально-етичні ідеали ацтеків. У збірці були особливі вислови на кожен випадок: для привітання, побажань при народженні дитини, слова прощання при смерті. Батьки нагадували дочкам про необхідність бути привабливими, але не користуватися косметикою надмірно. Матері радили своїм дочкам підтримувати свого чоловіка, навіть якщо він виявиться скромним селянином. Хлопчиків навчали бути скромними, слухняними і працьовитими.
Хлопчик навчався носити воду, дрова, ходив з батьком на ринок і збирав зерна маїсу, що розсипалися по землі. Дівчинка дивилася, як мати пряде, але сама брала в руки веретено тільки в 6-річному віці. З 7 до 14 років хлопчики навчалися ловити рибу і направляти човен по озеру, а дівчатка пряли бавовни, підмітали будинок, мололи маїс на метлатлі і навчалися роботі на ткацькому верстаті.
Виховання носило переважно практичний характер і було дуже суворим: ледачу дитину батьки безперестанку карали, дряпаючи його шипами агави або змушуючи дихати їдким димом від вогню, в якому горів червоний перець. Ацтекські вихователі були прихильниками твердої руки.

### Світська та жрецька освіта
У 15 років молоді люди могли поступити у кальмекак — храм або монастир, де їх доручали жерцям, або в школу, звану тельпочкаллі — «будинок юнаків», якою завідували вчителя, обрані з числа загартованих воїнів. Суто сімейне виховання інколи закінчувалося набагато раніше. Деякі батьки поміщали своїх дітей в кальмекак, ледь ті навчалися ходити, і вже у всякому разі до школи діти надходили у 6-9 років.
Кальмекак був призначений для синів і доньоок сановників, але туди приймали і дітей торговців, а один з текстів Саагуна дозволяє припустити, що і діти з сімей простолюдинів могли туди вступити. Це підтверджує тим, що великих жерців «обирали, не дивлячись на їх походження, але тільки судячи з їх звичаїв, досвіду, знанню вчення і чистоті їхнього життя», а адже жерці повинні були обов'язково пройти навчання в кальмекаках.
У державі ацтеків було кілька кальмекаків, кожний з яких існував при певному храмі. Управління ними і виховання юнаків чи дівчат, що знаходилися в них, перебували у віданні Мешікатль Теоуацін — голови усього жрецтва. В кожному кварталі було кілька тельпочкаллі, якими керували тельпочтлатоке — «вчителя юнаків» або ічпочтлатоке — «вчительки дівчат», світські чиновники.
Освіта в кальмекак готувало до жрецтву або до виконання високих державних посад. Воно було суворим. Вихованці кальмекаків не могли спати всю ніч. Вони вставали в темряві і відправлялися, кожен сам по собі, в гори — підносити богам ладан і свою кров, витягнуту з вух і ніг шипами агави. Їх змушували дотримуватися частих і суворих постів. Вони повинні були працювати не покладаючи рук на храмових землях, за найменшу провину їх чекало суворе покарання. Наголос було зроблено на самопожертву і самовідданість.
навчалися релігійним обрядам. Водночас робилося все можливе, щоб підготувати їх до війни: вони спілкувалися лише з загартованими воїнами, захоплювалися їх подвигами, мріючи уподібнитися їм. До вступу в шлюб вони вели колективне життя, в товаристві молодих жінок — «ауіаніме», яким офіційно дозволялося вступати з ними в любовний зв'язок.
Богом кальмекаків був Кетцалькоатль — божество самопожертви і покаяння, книг, календаря і мистецтв, символ самовідданості і освіченості.
Дівчаток віддавали в храм з самого юного віку — на певну кількість років або до вступу в шлюб. Під керівництвом літніх жриць, своїх наставниць, вони жили в цнотливості, вчилися виготовляти красиві розшиті тканини, брали участь в обрядах і кілька разів за ніч підносили божествам ладан. Вони носили звання жриць.
З тельпочкаллі виходили «середні» громадяни та вояки, що, втім, не заважало деяким з них досягати найвищих чинів. В них учні користувалися набагато більшою свободою, і обходилися з ними далеко не так суворо, як в жрецькій школі. Хлопчик відправився рубати дрова для школи або брав участь у громадських роботах: відновленні гребль і каналів, вирощуванні общинних земель. Але наприкінці всі молоді люди вирушали співати і танцювати в будинок, званий куікакалько (будинок співу), і хлопчик танцював з іншими підлітками.
Богом юнаків був Тескатлипока, іменований також Тельпочтлійоль («юнак-воїн»).
Така освітня готувала вождів («тлактоків»), жерців, вояків, вчителів («тлатінімі»), переписувачів («тлакуїло»), жінок, знайомих зі своїми майбутніми обов'язками. Власне освіті порівняно велике місце відводилося тільки в кальмеках, де викладали всі наукові знання, відомі в ту епоху в цій країні: читання і написання піктографічних знаків, ворожіння, календар, поезія і красномовство. Тому зазвичай тут навчалися діти аристократів. У піснях, завчених на пам'ять у тельпочкаллі, часто розповідалося про минуле міст, про колишні володарювання, війни. Таким чином молоді люди дізнавалися про історію своєї країни. У тельпочкаллі пісні, танці, музика забезпечували майбутніх вояків досить мізерним багажем знань. Основною категорією цієї школи було діти вояків, торгівців та простолюдинів.
Навчання в обох школах тривало 4-5 років. Завершувалося навчання у 20-річному віці. З цього моменту вважався самостійним громадянином імперії. Хлопці мали право на одруження. Дівчата виходити заміж раніше або ставали жрицями.
Метою ацтекської освіти в обох видах шкіл було сформувати залізну волю, сильне тіло, відданість спільній справі. Стоїцизм, який ацтеки проявляли в найстрашніших випробуваннях, доводить, що таке виховання досягало своєї мети.